# Guarujá Open 1989
Il Guarujá Open 1989 è stato un torneo di tennis giocato sulla terra rossa. È stata la 4ª edizione del torneo che fa parte del Nabisco Grand Prix 1989. Si è giocato a Guarujá in Brasile dal 6 al 13 febbraio 1989.

## Campioni

### Singolare maschile
Luiz Mattar ha battuto in finale  Jimmy Brown con il punteggio di 7–6, 6–4

### Doppio maschile
Ricardo Acioly /  Dácio Campos hanno battuto in finale  César Kist /  Mauro Menezes con il punteggio di 7–6, 7–6